# Colometa (personatge)
Colometa o Natàlia és el personatge central de l'obra La plaça del Diamant escrita per Mercè Rodoreda i publicada l'any 1962, novel·la de la qual és considerada un clàssic de la literatura catalana de la postguerra. Aquesta obra de caràcter psicològic inicialment s'anomenava Colometa, com el nom de la protagonista, però va acabar canviant el seu títol.
L'any 2004 la novel·la es va portar al teatre, on Montserrat Carulla, Rosa Renom i Mercè Pons es van encarregar d'interpretar les diferents etapes de la vida de la Colometa. També es va produir una adaptació teatral de l'obra a càrrec de Josep M. Benet i Jornet a principis de l'any 2007 i representada al Teatre Nacional de Catalunya fins a l'any 2008. L'actriu que interpretava a Natàlia o Colometa fou Sílvia Bel.
Pel que fa a l'adaptació cinematogràfica de la novel·la, es va portar a terme l'any 1982 pel director Francesc Betriu. L'actriu Sílvia Munt va interpretar la Colometa en aquesta versió fílmica.